# Consenso postbellico

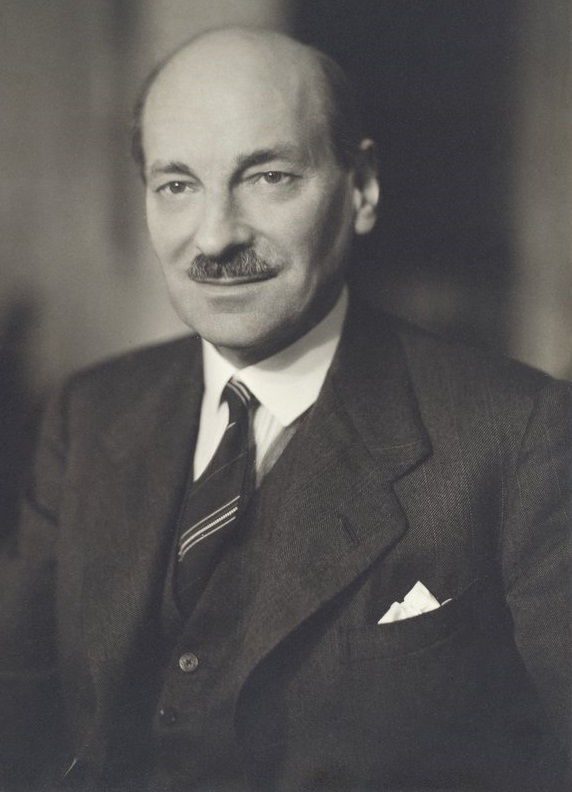
Clement Attlee, primo ministro britannico dal 1945 al 1951. Le misure del suo governo gettarono le basi per il consenso postbellico

Il consenso postbellico (in inglese: Post-war consensus) nel Regno Unito fu una politica basata sul riconoscimento di un equilibrio di potere tra conservatori e laburisti e i sindacati, dall'altra parte. Designa inoltre un periodo storico nella storia politica britannica che va dalla fine della seconda guerra mondiale nel 1945 all'elezione di Margaret Thatcher alla carica di primo ministro nel 1979.

## Storia
Le origini del consenso postbellico (chiamato anche butskellismo) risalgono ai rapporti scritti nel 1942 da William Beveridge, che proponeva di sviluppare lo stato sociale nel Regno Unito. Poco dopo la sconfitta della Germania nel maggio 1945, nel Regno Unito si svolsero le elezioni generali. Il Partito Laburista ottenne una schiacciante vittoria, guidata da Clement Attlee. Le misure messe in atto e attuate dal governo laburista hanno gettato le basi per questo consenso. Il Partito Conservatore accettò questi cambiamenti e promise di non invertirli nella carta industriale del 1947.
Il consenso postbellico può essere considerato una forma di keynesismo, un'economia mista con la nazionalizzazione di grandi aziende, l'istituzione del National Health Service e la creazione dello stato sociale in senso moderno in Gran Bretagna. Queste misure furono istituite da tutti i governi (laburisti o conservatori) durante il dopoguerra.
Gli eventi significativi degli anni '70, in particolare il primo shock petrolifero del 1973, fecero pressione sul consenso postbellico; questa pressione divenne più accentuata quando comparirono problemi interni come l'inflazione, la settimana di tre giorni o persino i disordini sociali (in particolare nell'industria carboniera).
Tra il 1947 e il 1975, le strategie economiche del consenso postbellico permisero di creare un surplus di bilancio per 28 anni consecutivi nonostante la forte riduzione dell'Impero britannico in quel momento. All'inizio del 1976, la paura che l'inflazione e il deficit gemello peggiorassero, portò a una crisi della sterlina britannica. A ottobre, la sterlina britannica scese del 25% rispetto al dollaro USA. A questo punto, la Banca d'Inghilterra esaurì tutte le sue riserve all'estero al fine di consolidare la valuta britannica e di conseguenza il governo di James Callaghan dovette richiedere un prestito di 2,3 milioni di sterline al Fondo monetario internazionale, allora noto come il più grande prestito mai concesso dall'FMI. In cambio, l'FMI richiese una stretta restrizione del bilancio e un rafforzamento dell'offerta di moneta, mostrando un difetto nel keynesismo in Gran Bretagna fino al 2008, quando un risveglio del keynesismo colpì in reazione le maggiori banche della Gran Bretagna di fronte alla crisi finanziaria globale. James Callaghan rafforzò questo messaggio alla conferenza del Partito Laburista dopo che la crisi raggiunse il livello più alto, dicendo:
Tuttavia, alcuni aspetti del consenso postbellico sono ancora presenti.
Tuttavia, negli anni '70, il consenso era sempre più considerato da quelli della destra come la causa del declino dell'economia britannica. I seguaci della Nuova Destra credono che la loro ideologia sia stata la soluzione al dilemma economico britannico negli anni 1970. Quando il Partito Conservatore vinse le elezioni del 1979 dopo l'inverno del malcontento (1978-1979), il governo decise di usare le idee della Nuova destra e porre fine al consenso postbellico. Tra il 1947 e il 1979, il modello economico di consenso postbellico permise ai successivi governi laburista e conservatore di ridurre il rapporto del debito pubblico, che dopo la guerra aveva raggiunto il record del 237% del prodotto interno lordo, al 43,6% quando i conservatori abbandonarono lo stile di economia mista corrispondente al keynesismo e iniziarono a dirigere l'economia nazionale verso il laissez-faire attraverso la privatizzazione delle infrastrutture controllate dallo stato.

## Nuova Zelanda
Il "consenso postbellico" è anche considerato un periodo importante nella storia politica della Nuova Zelanda, dall'elezione del Partito Laburista della Nuova Zelanda a capo del governo nel 1935 fino a quando l'elezione di un partito laburista cambiò profondamente nel 1984, dopo diversi anni sotto la guida del Partito Nazionale della Nuova Zelanda. Come nel Regno Unito, è stato creato un consenso su un "compromesso storico" tra le diverse classi della società che garantisce i diritti, la salute e la sicurezza dell'occupazione per tutti i lavoratori in cambio di una cooperazione tra sindacati e datori di lavoro. Le chiavi delle politiche ideologiche dei governi dell'epoca erano la politica economica relativa al keynesismo, un forte interventismo, una forte regolamentazione dell'economia e un potentissimo stato sociale.